# New Year's Day (pjesma Taylor Swift)
"New Year's Day" pjesma je američke kantautorice Taylor Swift, snimljena za njen šesti studijski album Reputation (2017). Pjesma je prvi put objavljena 27. studenog 2017. godine kao četvrti singl albuma.

## Ljestvice
| Ljestvice                  | Najviša pozicija |
| -------------------------- | ---------------- |
| Belgija                    | 33               |
| Kanada                     | 50               |
| Sjedinjene Američke Države | 33               |